# Juliusz Osuchowski
Juliusz Gustaw Osuchowski (ur. 24 lipca 1942, zm. 2007) – polski dziennikarz, działacz polityczny i polonijny.

## Życiorys

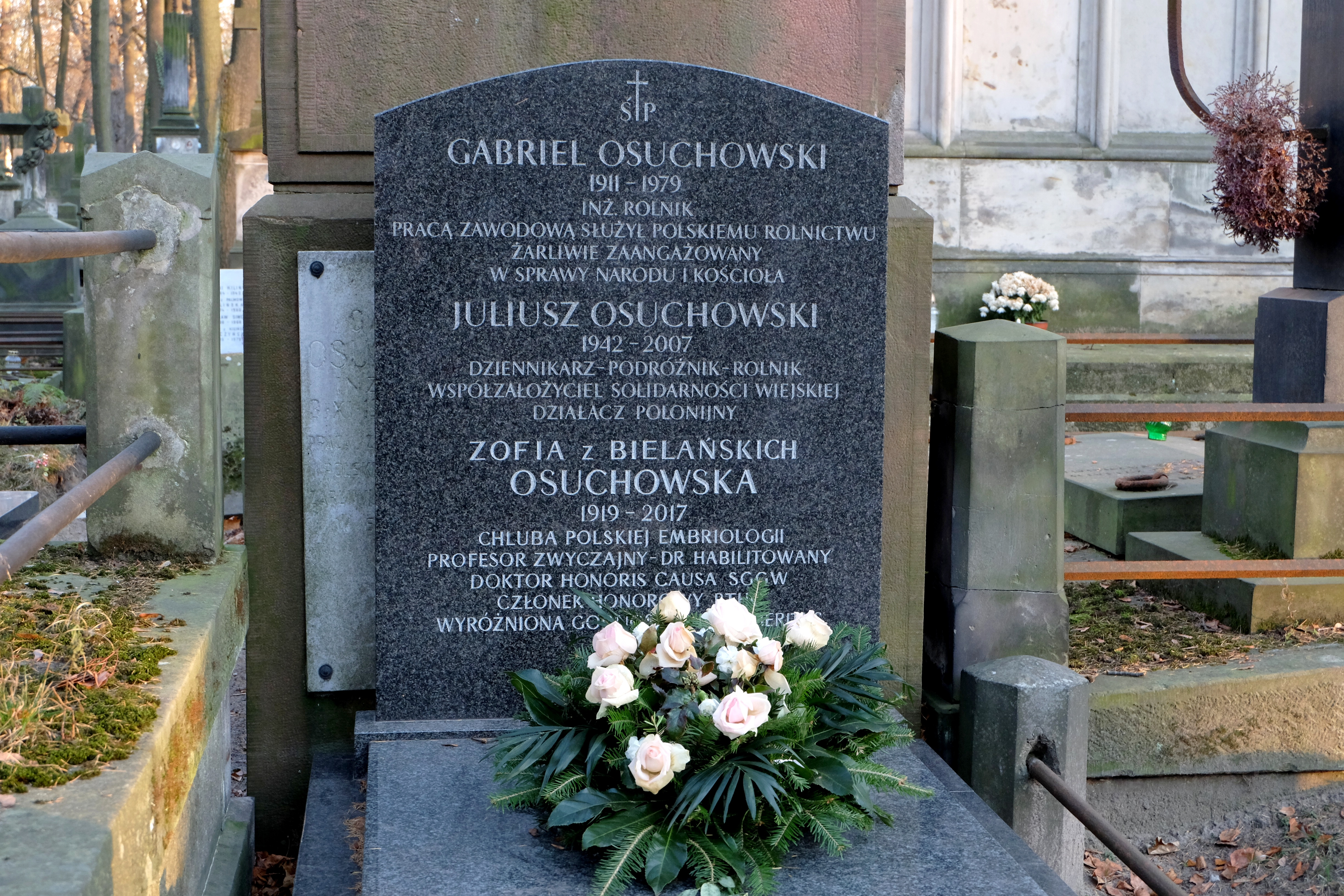
Grób Juliusza Osuchowskiego na cmentarzu Powązkowskim

Studiował socjologię na Uniwersytecie Warszawskim. Usunięty z uczelni po marcu 1968 roku, wyjechał do Anglii. W latach 1971–1972 pracował w redakcji "Wiadomości" i "Myśli Polskiej" w Londynie. Od 1973 roku do 1989 prowadził własne gospodarstwo rolne pod Krakowem, został zawodowym postrzygaczem owiec.
W 1980 roku był jednym z założycieli Niezależnego Samorządnego Związku Zawodowego "Solidarność Wiejska" i twórcą jego programu. W czasie Porozumień podpisywanych pomiędzy rządem a strajkującymi rolnikami w Ustrzykach Dolnych wynegocjował zniesienie podatku gruntowego na terenach górskich (ta ulga obowiązuje do dzisiaj) oraz wprowadzenie dodatku górskiego do cen skupu płodów rolnych.
Był równocześnie jednym z co najmniej dwóch tajnych współpracowników SB (ps. "Antoni Zaporski") wśród działaczy związanych z Solidarnością Wiejską w woj. krakowskim. Źródło: <<Między sierpniem a grudniem „Solidarność” w Krakowie i Małopolsce w latach 1980-1981>> wyd> Instytut Pamięci Narodowej, Komisja Ścigania Zbrodni przeciw Narodowi Polskiemu oraz Instytut Historii Uniwersytetu Jagiellońskiego, Zarząd Regionu NSZZ „Solidarność” Małopolska Kraków 2006. ISBN 83-7188-913-5 str. 167
Od roku 1989 przebywał poza Polską. Dziennikarz, członek Stowarzyszenia Dziennikarzy Polskich i International Federation of Journalists z siedzibą w Paryżu, w latach 1999-2002 sekretarz Fundacji Odysseum Ośrodka Dokumentacji Dokonań Polaków Na Obczyźnie współpracownik Instytutu Polskiego im. J.Piłsudskiego w Nowym Jorku, działacz środowisk polonijnych Ameryki Południowej. Dokonał odkrycia wielu dokumentów świadczących o zaangażowaniu środowisk Polonii Ameryki Południowej w II wojnę światową.
Podróżnik, odwiedził przeszło 40 krajów, a pod żaglami opłynął Bałtyk, Morze Śródziemne, Morze Czarne, Morze Północne. 
Autor wielu reportaży, wywiadów z politykami, książki pt. "Anotar". Pochowany na cmentarzu Powązkowskim w Warszawie (kwatera 20-6-26).